# Bad Fallingbostel
Bad Fallingbostel is een gemeente in de Duitse deelstaat Nedersaksen. Het is de Kreisstadt van het Landkreis Heidekreis. De stad telt 12.174 inwoners per 31 december 2020.  Tot 5 augustus 2002 heette de stad Fallingbostel. Het voorvoegsel Bad benadrukt de van 1976 tot 2015 als kuuroord met thermische Kneipp-baden erkende status van de gemeente.

## Geografie
De gemeente Bad Fallingbostel ligt in de zuidelijke helft van de Lüneburger Heide. De streek, waarin de gemeente ligt, wordt Heidmark genoemd.  Door de gemeente stroomt de 71 km lange Böhme, een niet bevaarbare zijrivier van de Aller.

### Delen van Bad Fallingbostel
- Kernstadt (Bad Fallingbostel zelf; 9.127), bestaande uit de buurten:
  - in het westen: Idingen, Am Wiethop, Am Rooksberg
  - in het noorden: Adolphsheide, Große Heide, Lehmhorst, Klint
  - in het oosten: Ober- en  Unter-Grünhagen
  - in het zuiden: Am Weinberg, Gewerbegebiete An der Autobahn (industrieterrein), Pröhlsfeld, Oerbker Berg, Ost
- Dorfmark (3.158)
- Jettebruch (121)
- Mengebostel (224)
- Riepe (80)
- Vierde (200)

Tussen haakjes het  aantal inwoners, ontleend aan de website van de gemeente. De bevolkingscijfers (gemeentetotaal: 12.910 personen) zijn gedateerd 30 september 2020. Er is niet vermeld, of mensen met alleen een tweede woning, asielzoekers e.d. te Bad Fallingbostel wel of niet zijn meegeteld.

### Naburige gemeenten
De buurgemeentes van Bad Fallingbostel zijn Walsrode in het westen en Soltau in het noorden. In het oosten grenst de gemeente aan de gemeentevrije zone Osterheide, die vrijwel geheel uit militair terrein bestaat (NAVO-oefenterrein Bergen-Hohne).
Naburige gemeenten zijn onder andere Bispingen en Munster.

## Infrastructuur

### Wegverkeer
Door de gemeente Bad Fallingbostel loopt van noordoost naar zuidwest de Autobahn A7. Afrit 46 van deze Autobahn te Dorfmark is tevens het beginpunt van de west- en verderop noordwestwaarts lopende Bundesstraße 440 naar Rotenburg (Wümme). Ongeveer 7 km verder zuidwestelijk, bij afrit 47 van de A 7, takt de Bundesstraße 209, westwaarts naar Walsrode, af.

### Openbaar vervoer
In de gemeente liggen twee kleine stoptreinstations aan de spoorlijn Walsrode - Buchholz, te weten station Bad Fallingbostel, acht km ten oosten van station Walsrode, en station Dorfmark, 6½ km verder noordoostelijk. Daarnaast rijdt, buiten de spitsuren niet frequent, een streekbus tussen deze plaatsen. Voor het lokaal openbaar vervoer is een belbus (BürgerBus) in het leven geroepen, die enkele malen per dag alle dorpen in de gemeente met elkaar verbindt. Deze belbus rijdt niet in het weekend.

## Economie
Het Amerikaanse concern Mondelēz International heeft te Bad Fallingbostel een grote fabriek, waar o.a. smeerkazen (Philadelphia) en sauzen (Miracle Whip) gemaakt worden. Deze fabriek staat op een groot industrieterrein aan de zuidrand van het stadje, dichtbij afrit 47 van de A7. Hier is nog een tweede voedingsmiddelenfabriek gevestigd. Deze is van het drankenconcern Eckes-Granini. Daarnaast is er een logistiek centrum van het bandenconcern Michelin gevestigd.
Voor de economie van belang is ook de nabijheid van het grote militaire oefenterrein. Talrijke beroepsmilitairen wonen in Bad Fallingbostel.
De ligging op de Lüneburger Heide heeft Bad Fallingbostel ook tot een toeristenplaats gemaakt.
In 2020 is met de bouw van een groot, modern ziekenhuis in Bad Fallingbostel een begin gemaakt.

## Geschiedenis

### Etymologievan de plaatsnaam
Bad Fallingbostel is een van de talrijke Noord-Duitse plaatsen met de naam -bostel of -borstel daarin.  Deze naam heeft niets met schoonmaakgereedschap te maken, maar is Oergermaans of Oudsaksisch. Het is een samenstelling van -bor- of -bur-, met de betekenis: plaats, waar men (eventueel samen met de na-buren) woont; en -stal of -stel, met de betekenis: plek (modern Duits: Stelle: plek, baan, positie), dus: bur-stel, woon-plek. In het geval van Bad Fallingbostel is bekend, dat in 993 de plaats als Vastulingeburstalle voor het eerst in een document wordt vermeld. Later, in 1263, komt de plaatsnaam voor als  Valingheborstele. De naam wordt verklaard als: woonplaats (bur-stal) van de nazaten van een zekere Vastulo (Vastulingen). De Germaanse voornaam Vastulo hangt weer samen met vast : sterk, vast.

### Tot 1933
In 1904 werd te Fallingbostel het graf van een vrouw uit de Bronstijd met daarin een set opvallende sieraden ontdekt. Archeologen  dateren de sieraden uit de periode rond 1700 v.Chr. Mogelijk was de vrouw  met haar sieraden, ter plaatse bekend als Fallingbosteler Braut, afkomstig uit het huidige Hongarije. De sieraden zijn op een pop aangebracht, die tot de collectie behoort van het Archeologische Museum van Bad Fallingbostel.
Het gebied van de huidige gemeente bestond tot circa 1900 uit weinig belangrijke boerendorpen. Historische gebeurtenissen van meer dan plaatselijk belang zijn niet overgeleverd.
De gemeente deelde in de 19e eeuw de lotgevallen van het Koninkrijk Hannover, en vanaf 1866 het Koninkrijk Pruisen , en vanaf 1871 het Duitse Keizerrijk. 

### Vanaf 1933

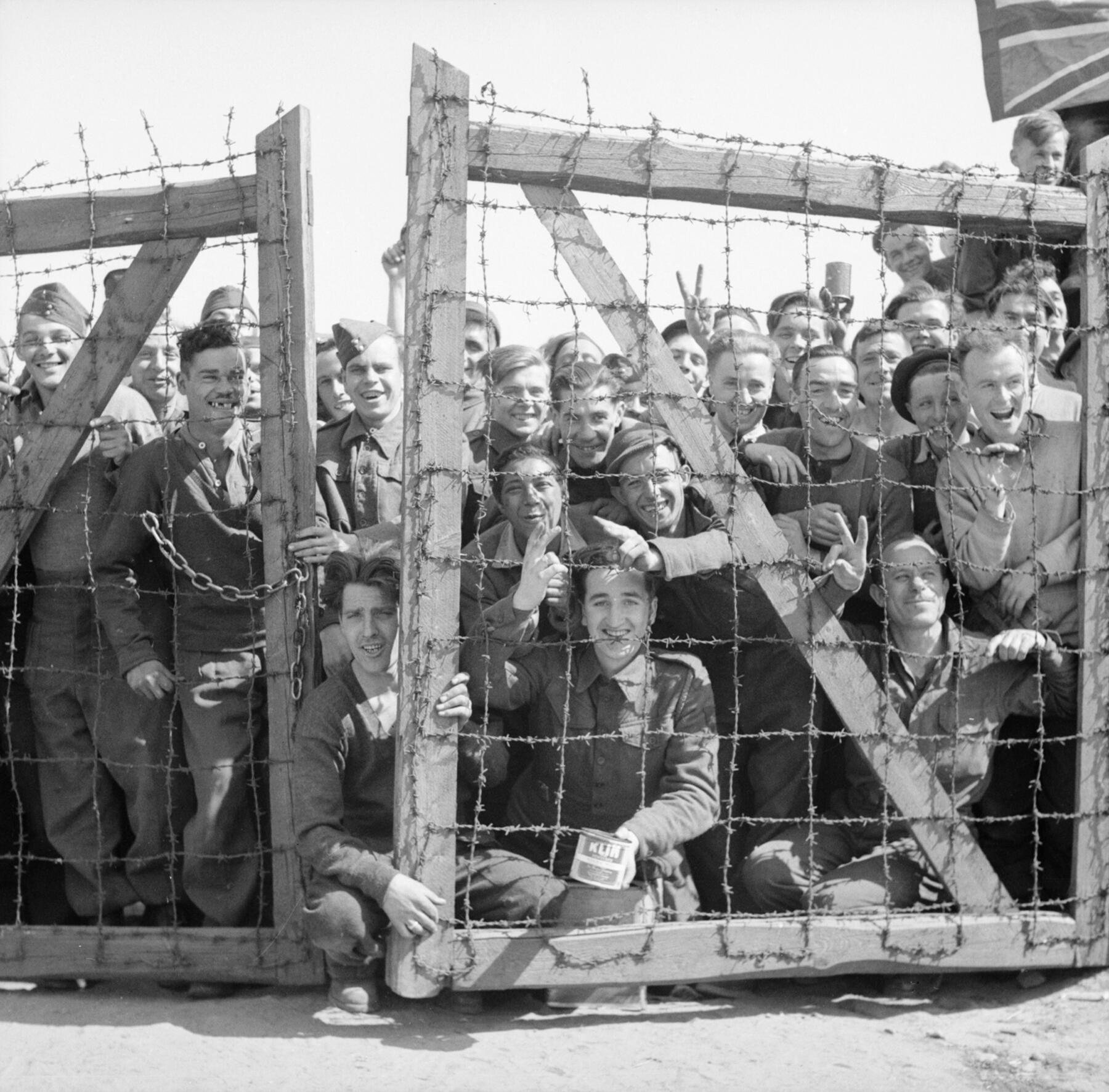
Bevrijde gevangenen in Stalag XIB of 357, 16 april 1945

Gedurende de Tweede Wereldoorlog was er een kamp voor krijgsgevangenen in Fallingbostel, Stalag XIB , ook wel genaamd Stalag 357. Vanaf 1937 was hier een werkkamp. De mannen hier moesten militaire oefenterreinen aanleggen en kazernes en barakken bouwen voor het nabijgelegen grote militaire oefenterrein, dat nog steeds bestaat. In september 1939 werd het een kamp voor krijgsgevangenen. Er waren op een gegeven moment, in 1944, wel 90.000 krijgsgevangenen in het kamp aanwezig.  De Oost-Europeanen in het kamp werden in het algemeen slechter behandeld dan de West-Europeanen, onder wie Belgen en Nederlanders.  Aan vlektyfus- en andere epidemieën, honger, kou, uitputting, marteling en andere oorzaken zijn in de nazi-tijd naar ruwe schatting  ongeveer 30.000 gevangenen omgekomen, onder wie naar verhouding veel Oost-Europeanen.
In 1949 verkreeg Bad Fallingbostel van de regering van de deelstaat Nedersaksen het recht, zichzelf stad te noemen.
Van 1976 tot 2015 was Bad Fallingbostel een erkend kuuroord. Daarom mocht in 2002 het predicaat Bad voor de plaatsnaam Fallingbostel worden geplaatst. In 2015 besloot het gemeentebestuur, niet langer in de kuurfaciliteiten te investeren. De gemeente beoogt in haar toeristisch beleid meer nadruk op recreatie en sport, zoals wandelen en fietsen, en minder op gezondheidstoerisme te leggen. Daarom besloot de regering van de deelstaat Nedersaksen, Bad Fallingbostel de predicaten 
staatlich anerkanntes Kneipp-Heilbad en Luftkurort te ontnemen. Om praktische redenen mag het voorvoegsel Bad wel vooraan de plaatsnaam blijven staan.

## Bezienswaardigheden
De gemeente is aantrekkelijk gelegen tussen het natuurschoon van de Lüneburger Heide. Met name het dal van de Böhme, dat grotendeels natuurreservaat is, is fraai.
De evangelisch-lutherse, in 1830 in de stijl van het classicisme gebouwde, en in 1903 van een nieuwe kerktoren voorziene Sint-Dionysiuskerk te Bad Fallingbostel is bezienswaardig.
Van 1976 tot 2015 was Bad Fallingbostel een erkend kuuroord. Hieraan herinnert nog het fraaie Kurpark in het centrum, langs de Böhme. Langs deze rivier loopt de beeldenroute Böhme schafft Kunst; een folder hierover kan via de website van de gemeente worden gedownload.
Voor meer informatie wordt verwezen naar de door de gemeentes in de omgeving van Walsrode opgezette toeristische website, zie link onderaan.
Het in een schilderachtig voormalig boswachtershuis gevestigde archeologisch-geologische museum van Bad Fallingbostel is tussen de herfstvakantie van de scholen en april gesloten.

## Afbeeldingen

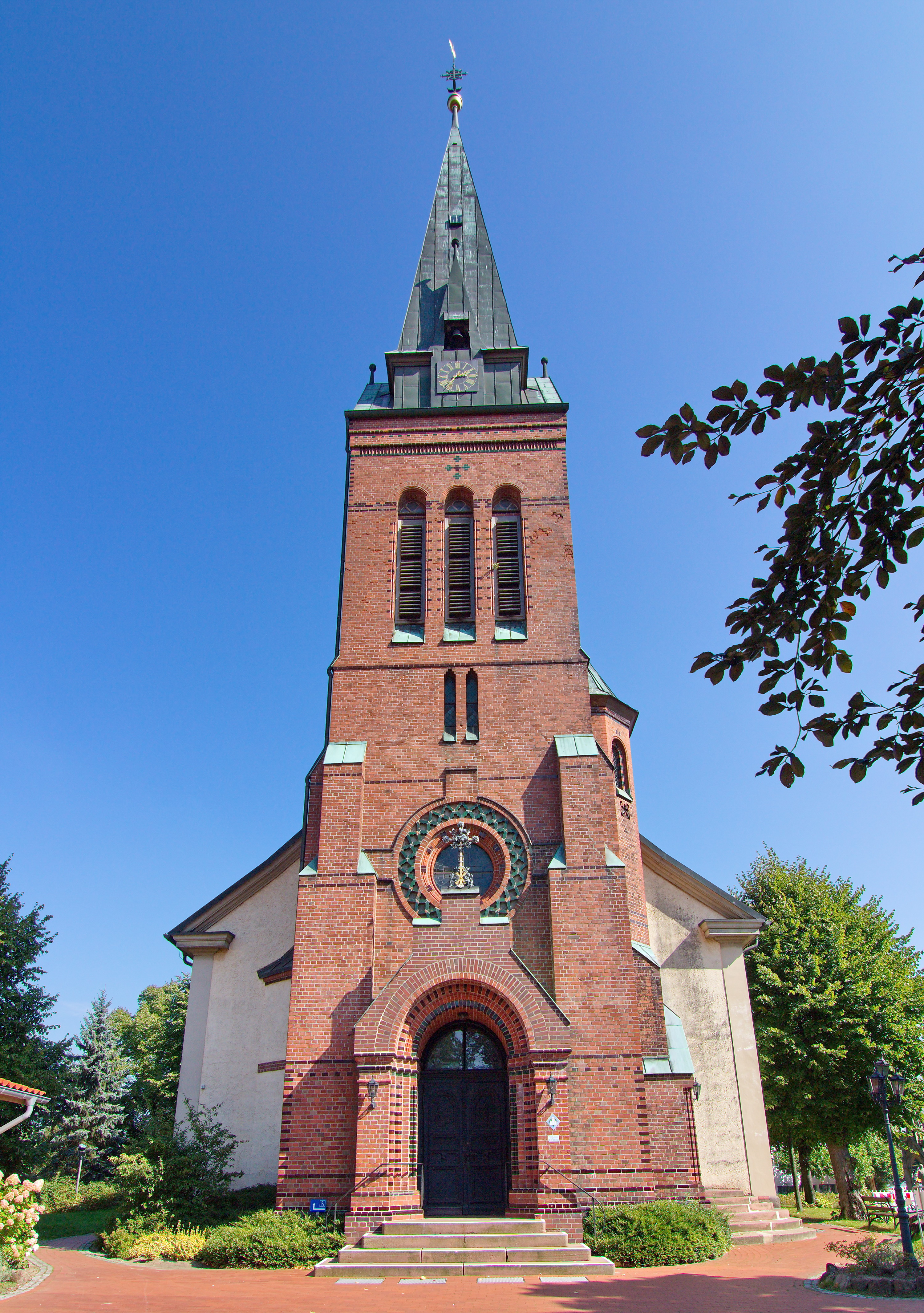
St.-Dionysiuskerk, Fallingbostel
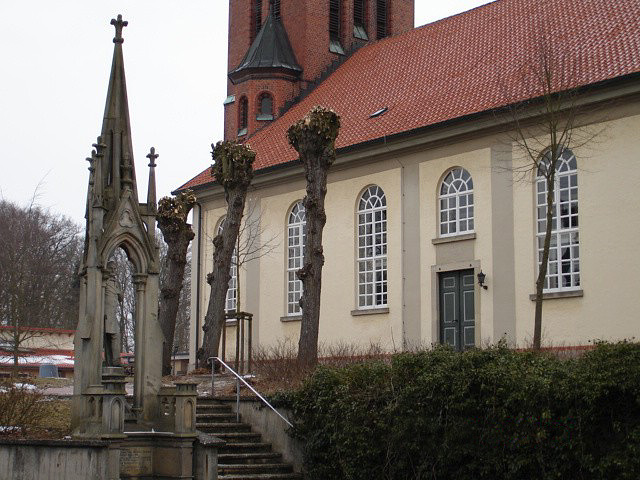
Monument voor Heinrich von Quintus-Icilius achter deze kerk
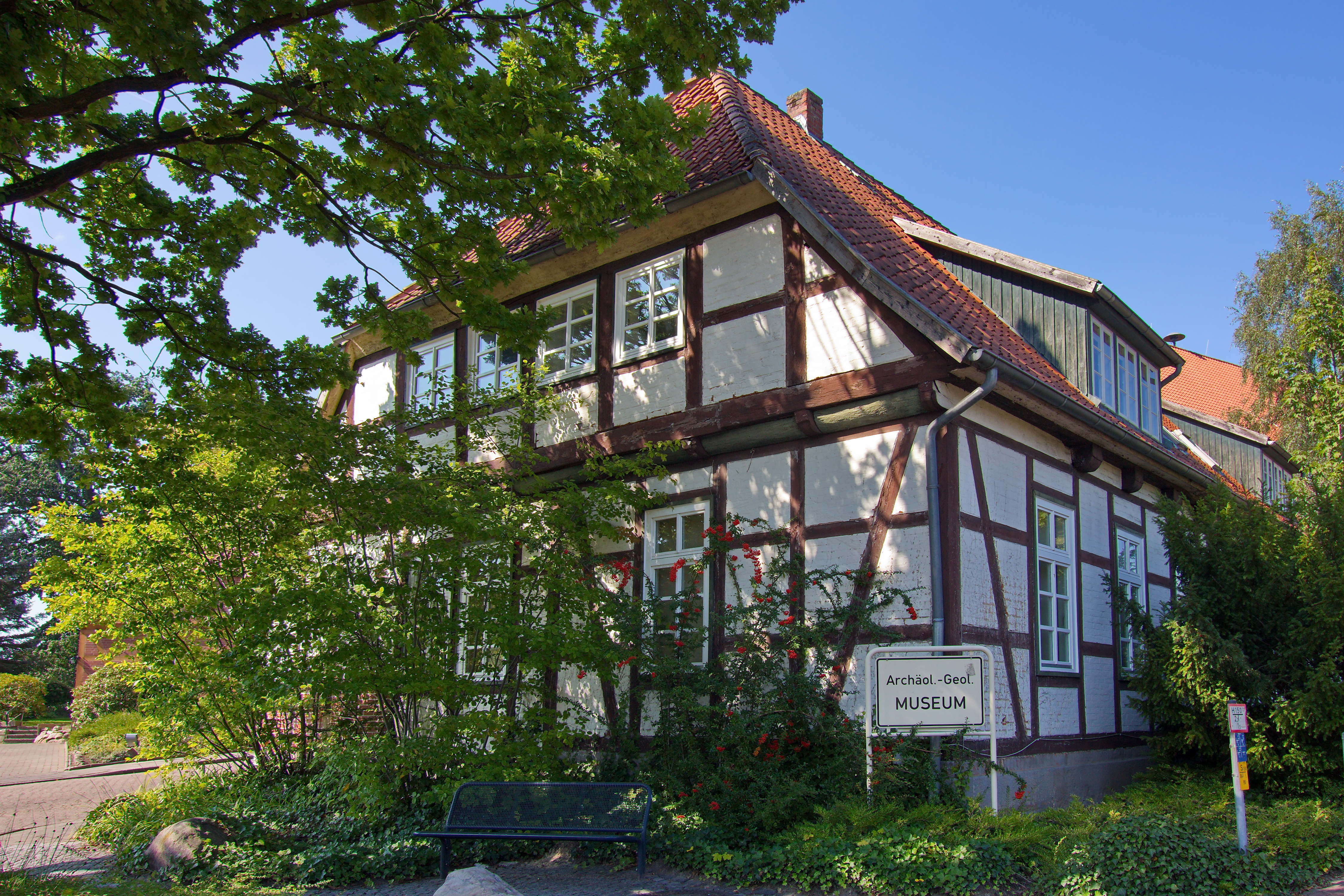
Archeologisch-geologisch museum
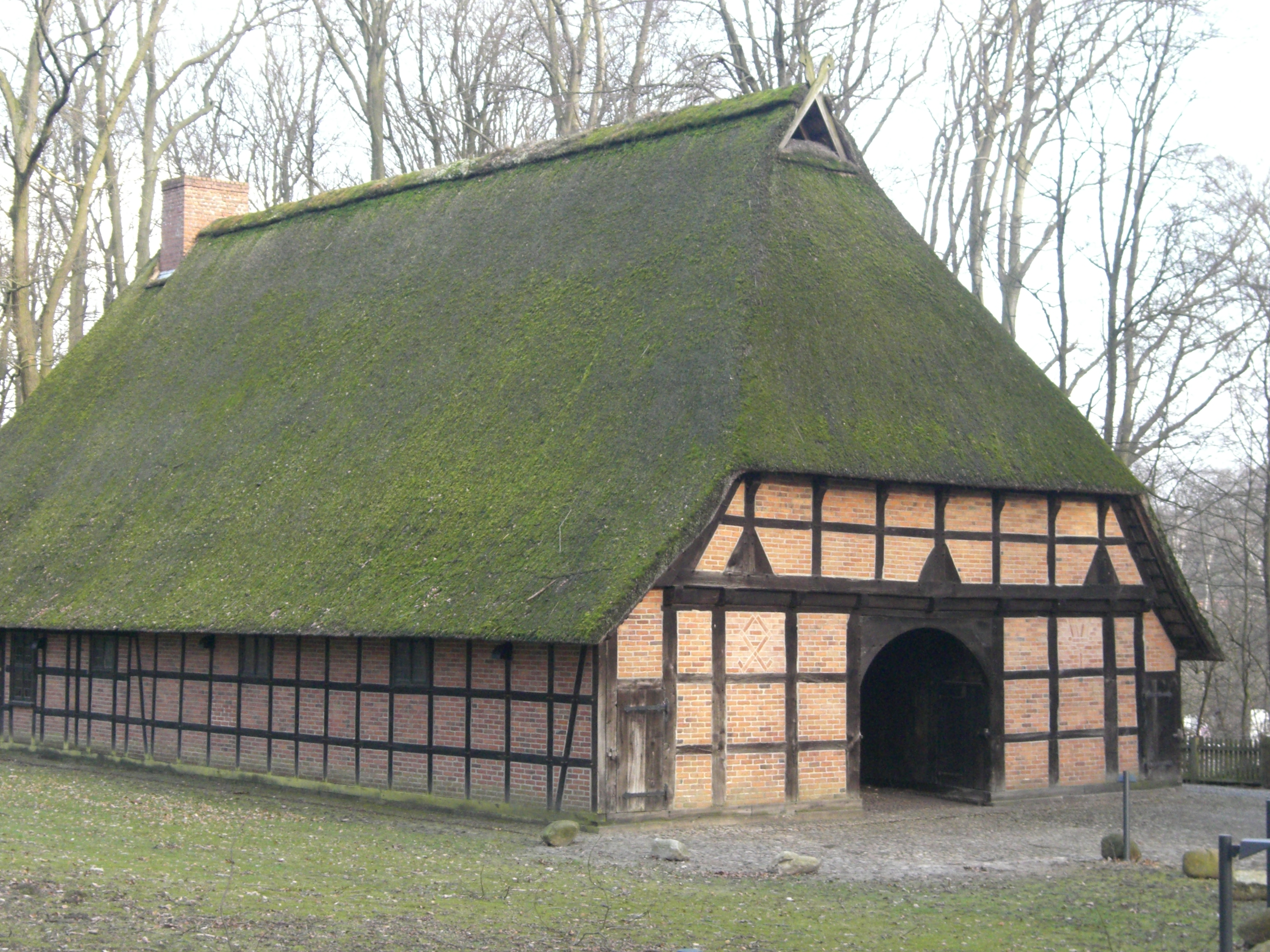
Karakteristieke boerderij uit de streek Heidmark
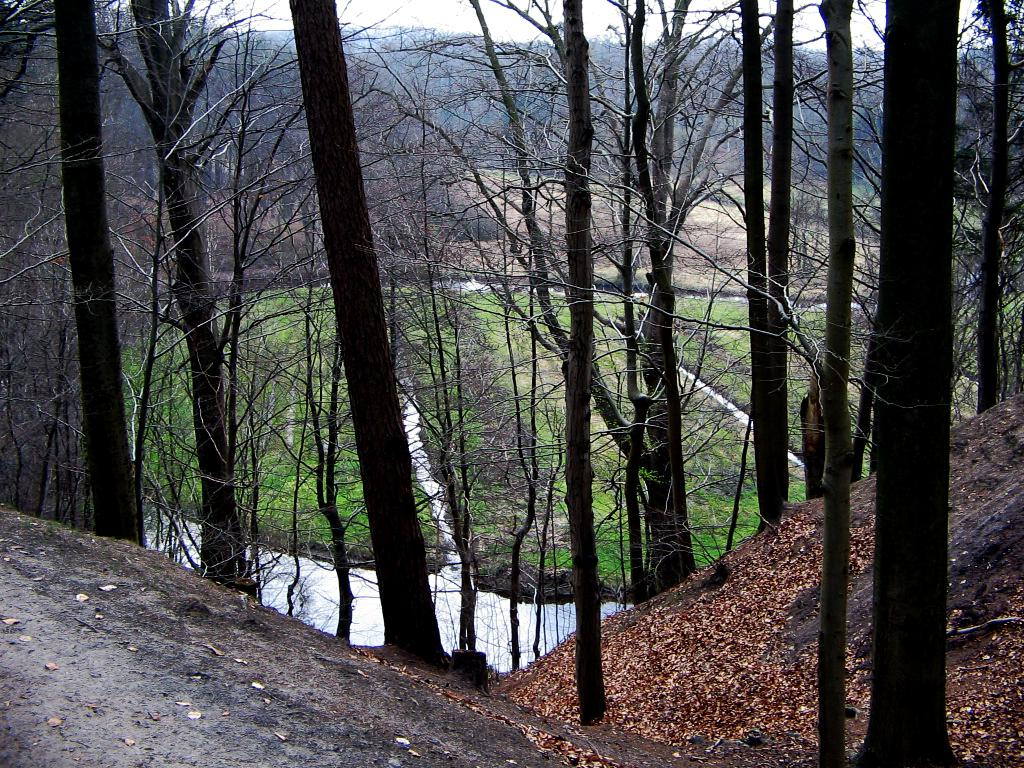
Dal van de Böhme bij  Fallingbostel (1)
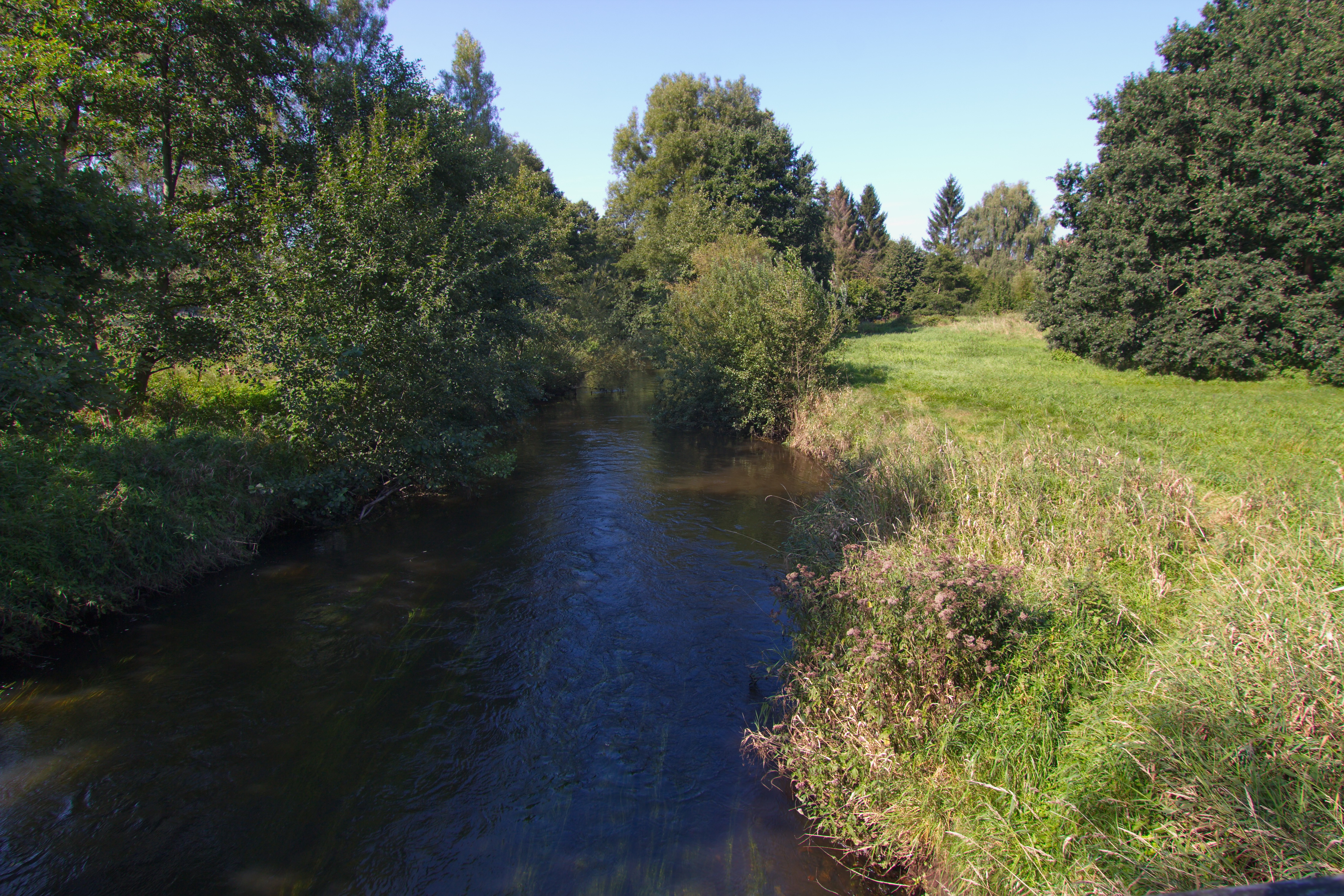
Dal van de Böhme bij  Fallingbostel (2)

## Belangrijke personen in relatie tot de gemeente
- Friedrich Freudenthal (1849–1929) en zijn broer August Freudenthal (1851–1898), beiden te Fallingbostel geboren, auteurs van populaire gedichten en artikelen over de Lüneburger Heide, in zekere zin voorgangers van Hermann Löns; voor hen is te Bad Fallingbostel een monument opgericht.
- Heinrich von Quintus-Icilius (* 6 mei 1798 in Hannover; † 19 mei 1861 in Fallingbostel), jurist, zeer geliefd bestuursambtenaar, in 1838 oprichter van één der eerste spaarbanken in het Koninkrijk Hannover

## Partnergemeentes
Er bestaan jumelages met:
- Périers, Frankrijk, sedert 1989
- Miastko, Polen, sedert 2000